# ييسا دي فال
بلدية ييسا دي بال (بالكاتالانية: Lliçà de Vall) هي إحدى بلديات مقاطعة برشلونة, والتي تقع في منطقة كاتالونيا، شرق إسبانيا. يبلغ عدد سكانها 6.088 نسمة وفقاً لإحصائية سنة (2007).